# Rockwood (Tennessee)
Rockwood es una ciudad ubicada en el condado de Roane en el estado estadounidense de Tennessee. En el Censo de 2010 tenía una población de 5.562 habitantes y una densidad poblacional de 266,14 personas por km².

## Geografía
Rockwood se encuentra ubicada en las coordenadas 35°52′12″N 84°40′30″O / 35.87000, -84.67500. Según la Oficina del Censo de los Estados Unidos, Rockwood tiene una superficie total de 20.9 km², de la cual 20.85 km² corresponden a tierra firme y (0.25%) 0.05 km² es agua.

## Demografía
Según el censo de 2010, había 5.562 personas residiendo en Rockwood. La densidad de población era de 266,14 hab./km². De los 5.562 habitantes, Rockwood estaba compuesto por el 90.47% blancos, el 4.62% eran afroamericanos, el 0.79% eran amerindios, el 0.29% eran asiáticos, el 0% eran isleños del Pacífico, el 0.56% eran de otras razas y el 3.27% pertenecían a dos o más razas. Del total de la población el 1.87% eran hispanos o latinos de cualquier raza.